# Nayariophyton zizyphifolium
Nayariophyton zizyphifolium là một loài thực vật có hoa trong họ Cẩm quỳ. Loài này được (Griff.) D.G. Long & A.G. Mill. mô tả khoa học đầu tiên năm 1990.